# Edward Linskens
Edward Linskens (født 6. november 1968 i Venray, Holland) er en hollandsk tidligere fodboldspiller (midtbane).
Linskens spillede otte sæsoner hos PSV Eindhoven, og var med til at vinde fire hollandske mestesrkaber, tre pokaltitler samt en udgave af Mesterholdenes Europa Cup. Han spillede hele kampen i Mesterholdenes Europa Cup finale 1988, som PSV vandt over portugisiske Benfica efter straffesparkskonkurrence.
Senere i karrieren repræsenterede Linskens også NAC Breda, Lokeren og VVV-Venlo.

## Titler
Æresdivisionen
- 1988, 1989, 1991 og 1992 med PSV Eindhoven

KNVB Cup
- 1988, 1989 og 1990 med PSV Eindhoven

Mesterholdenes Europa Cup
- 1988 med PSV Eindhoven